# 이토 스케유키
이토 스케유키(일본어: 伊東祐亨, 1843년 6월 9일 ~ 1914년 1월 16일)는 막말의 사쓰마 번사, 일본 제국의 해군 군인, 화족이다. 작위는 백작.

## 약력
사쓰마 번사 이토 스케노리(伊東祐典)의 4남으로서 가고시마성하 시미즈바바 정(清水馬場町)에서 태어났다. 오비번주 집안인 이토 씨(伊東氏)씨와 연결된 명문 출신이다. 가이세이쇼(開成所: 막부의 학술기관)에서 영국의 학문을 배웠다. 당시, 영국은 세계 유수의 해군력을 거느리고 있었기 때문에, 이때 스케유키는 해군에 흥미를 갖게되었다고 전해진다. 에가와 히데타쓰(江川英龍)의 아래에서 포술을 배웠고, 가쓰 가이슈의 코베 해군조련소에서 사카모토 료마, 무쓰 무네미쓰 등과 함께 항해술을 공부했다. 사쓰에이 전쟁에도 종군했으며 이후 도막파에 가담하여, 보신 전쟁에서는 선봉에 서서 막부파와 싸웠다.
메이지 유신 이후 본격적으로 해군이 건설되자 1871년 해군 대위로 임관하였고, 1877년에는 순양함 닛신(日進)의 함장에 임명되었다. 1882년에는 해군 대좌가 되었고, 이후 ‘류조’, ‘후소’, ‘히에이’의 함장을 역임하였다. 1885년 요코스카 조선소장 겸 요코스카 진수부 차장에 임명되었다. 같은 해 영국에서 건조 중이었던 방호순양함 나니와의 일본으로의 회항을 맡은 위원장이 되었고, 나니와의 정식 취역 후엔 함장에 임명되었다. 1886년에 해군 소장으로 진급한 후 해군성 군무국 제1국장 겸 해군대학교 교장을 거쳤고 1892년 중장으로 진급, 요코스카 진수부 장관에 임명된다. 1893년 상비함대 장관에 임명되었고 1894년의 청일전쟁 즈음에는 연합함대 사령장관에 임명되어 황해해전 등에서 함대를 지휘했다.
일본의 연합함대와 중국 청나라의 북양함대 간에 황해에서 1894년 9월 17일 12시50분부터 벌어진 황해해전에서는 전투 전의 예상을 뒤엎고 청나라의 대형주력함을 격파하여(일본 측 기함인 마쓰시마가 4217t인데 비해 청나라측의 기함 정원은 7220t으로 두 배 가까이 컸다), 황해의 해상권을 확보했다. 이 싸움은 향후 청일 전쟁의 전개를 일본에 유리하게 가져가는 중대한 전환점이었다.
청나라 함대는 그 후도 저항을 계속했지만 육상에서의 패색도 겹쳐 북양함대 제독인 정여창은 항복을 결정하였다. 1895년 웨이하이웨이에서 북양함대는 항복하였고, 정여창 자신은 항복 하루 전 음독 자살하였다. 이토는 몰수한 함선 가운데 상선 강제호(康済号)를 차출하여 정여창의 사체와 함께 돌려보냈다. 전쟁 후에 그 공으로 자작의 작위에 서임되었고, 군령부장에 임명되었다. 1893년 대장으로 진급하였다. 러일전쟁 때에는 군령부장으로서 대본영을 움직였고, 1905년 종전 이후에는 원수로 진급하였다. 정치권력에는 일절 흥미가 없었으며, 군인으로서 생애를 다했다. 그럼에도 불구하고 그는 "메이지 유신의 원로"로 여겨지곤 했다
1907년 백작(伯爵)에 서임되었으며 종1위 공1급 금치훈장(従一位功一級金鵄勲章)、대훈위국화대훈장(大勲位菊花大綬章)을 수장하였다. 1914년 72세로 사망하였다.

## 가족 관계
- 형: 이토 스케마로(伊東祐麿): 일본 해군병학교 교장, 해군 중장, 자작(子爵)
- 남동생: 이토 스케미치(伊東祐道): 해군 대위
- 남동생: 구보타 쓰케아키(窪田祐章): 해군 대령

|  | 제1대 일본 연합함대사령장관 1894년 ~ 1895년 | 후임 아리치 시나노조 |

| 전임 가바야마 스케노리 | 제7대 일본 해군군령부장 1895년 ~ 1905년 | 후임 도고 헤이하치로 |